# 6 Armia (USA)
6 Armia – związek operacyjny United States Army powołany do życia w styczniu 1943 roku pod dowództwem generała-lejtnanta Waltera Kruegera. Używając nazwy kodowej Alamo Force 6 Armia przejęła kontrolę nad większością sił  US Army podejmujących działania w ramach operacji Carthweel, której zadaniem było zneutralizowanie i izolowanie japońskiej bazy Rabaul na Nowej Brytanii. Po zakończeniu operacji Cartwheel, Szósta Armia, współdziałając z Australian Army i innymi amerykańskimi związkami taktycznymi, walczyła na Nowej Gwinei. Wzorując się na „taktyce skokowej”, z powodzeniem stosowanej na środkowym Pacyfiku, 6 Armia wybierała cel ataku, dokonywała desantu, po czym tworzyła bazę morską i lotniczą dla wsparcia następnego uderzenia.

## Dalsze operacje
We wrześniu 1944 roku Szóstą Armię zastąpiła na Nowej Gwinei Ósma. 20 października X i XXIV Korpus ze składu 6. Armii lądowały na wyspie Leyte na Filipinach. Do grudnia Leyte została oczyszczona, a Szósta Armia ponownie została zluzowana przez 8., by przygotować się do desantu na Luzonie. Wstępem do inwazji było lądowanie na wyspie Mindoro grupy uderzeniowej Western Visayan Task Force składającej się ze wzmocnionych 19. i 503. regimentów piechoty. Następnie, 9 stycznia 1945 roku, siłami I i XIV Korpusu, 6 Armia wzięła udział w lądowaniu w zatoce Lingayen, by następnie prowadzić działania w kierunku południowym, aż do napotkania posuwających się w stronę Manili pododdziałów 8 Armii. Obie armie wzięły udział w walkach o miasto. 
Później, do końca wojny, jednostki 6. Armii zajęte były oczyszczaniem północnego Luzonu. Przygotowywała równocześnie oddziały przeznaczone do wzięcia udziału w pierwszej fazie lądowania na Wyspach Japońskich, ale plany uległy zmianie wobec kapitulacji Japonii. 
Po krótkotrwałym uczestniczeniu w okupacji Japonii, 6. Armia wróciła do Stanów Zjednoczonych i siedziby w Presidio w San Francisco, gdzie przejęła obowiązki szkoleniowe oddziałów US Army na części obszaru kontynentalnych stanów USA, a w czerwcu 1995 roku, w ramach redukcji sił zbrojnych, została zdezaktywizowana.

## Reaktywacja
W roku 2007 zdecydowano, by w ramach programu modularyzacji armii przemianować US Army South na US Army South (Sixth Army). Kwatera główna jednostki mieści się w Fort Sam Houston.